# Marylki (województwo podlaskie)
Marylki – kolonia w Polsce położona w województwie podlaskim, w powiecie białostockim, w gminie Zawady.

## Historia
W latach 1921–1939 ówczesny folwark leżał w województwie białostockim, w powiecie łomżyńskim, w gminie Chlebiotki.
Według Powszechnego Spisu Ludności z 1921 roku wieś zamieszkiwało 18 osób w 2 budynkach mieszkalnych. Miejscowość należała do parafii rzymskokatolickiej w Zawadach. Podlegała pod Sąd Grodzki i Okręgowy w Łomży; właściwy urząd pocztowy mieścił się w m. Zawady.
W okresie międzywojennym był tu folwark Kazimierza Roszkowskiego i Bolesława Laskowskiego (217 mórg).
W wyniku napaści ZSRR na Polskę we wrześniu 1939 miejscowość znalazła się pod okupacją sowiecką. Od czerwca 1941 roku pod okupacją niemiecką. Od 22 lipca 1941 r.  do wyzwolenia włączona w skład okręgu białostockiego III Rzeszy.
Do 1954 roku miejscowość należała do gminy Chlebiotki. W latach 1975–1998 miejscowość administracyjnie należała do województwa łomżyńskiego.